# Калинкина (деревня)

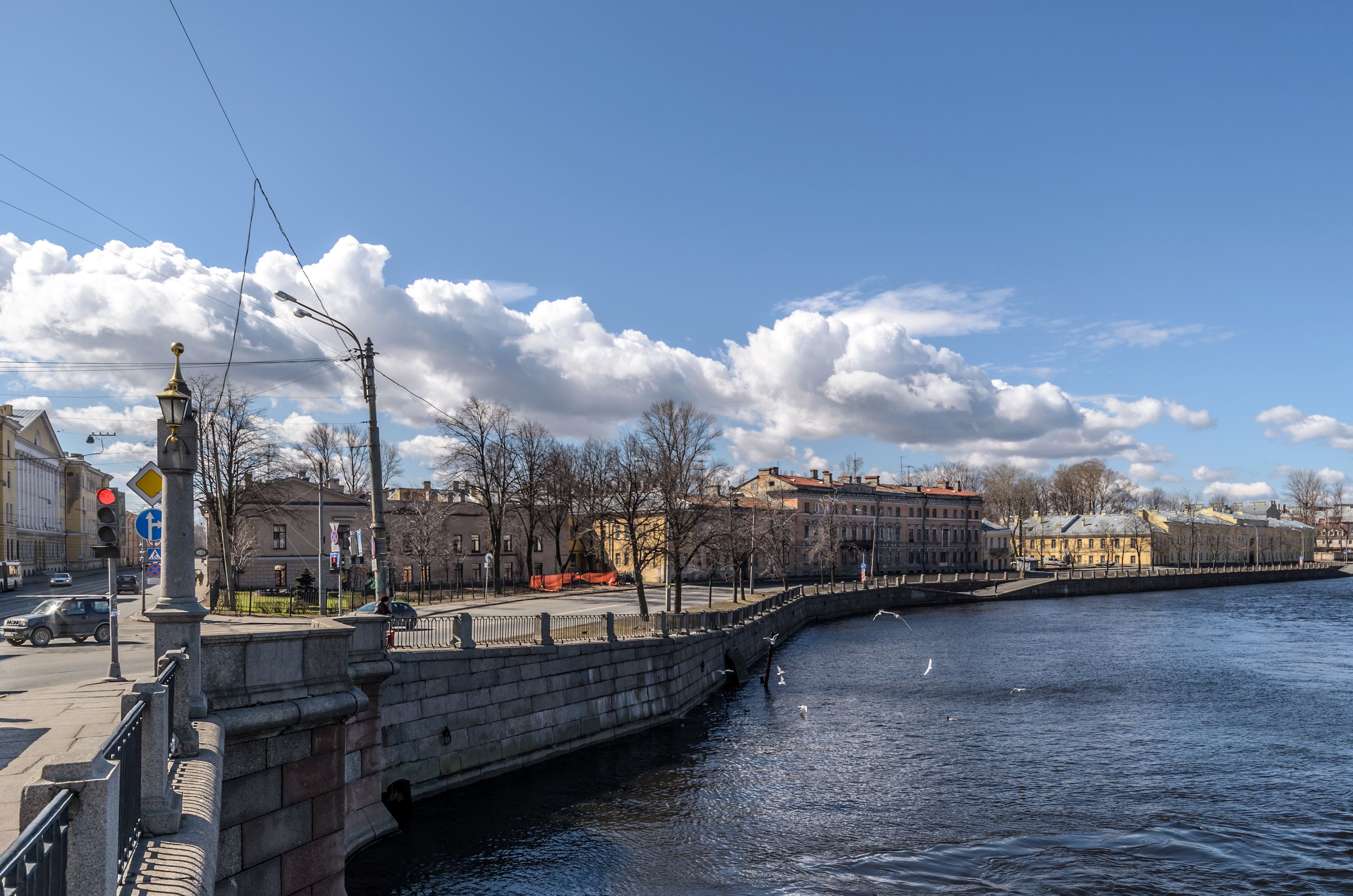
Вид со Старо-Калинкина моста на набережную Фонтанки и бывшую Калинкинскую больницу

Кали́нкина — историческая местность, поселение допетровской эпохи на современной территории Санкт-Петербурга. Небольшая ижорская деревня Калганицкой волости в низовье реки Фонтанки, современного Покровского острова в Адмиралтейском районе Санкт-Петербурга.

## Название
Существует версия, что первоначально деревня называлась Калганица и под этим названием впервые упомянута в 1505 году.
На шведских картах Ингерманландии встречается также название "Kalinka", которое, вероятно, позднее было русифицировано.
Селение это существовало еще в XVII веке и называлось двояко: на одних старинных картах — Кальюла, на других — Каллина (швед. Kallina). В первые годы строительства Петербурга название деревни было переделано на русский лад. Её стали именовать Калинкиной.

### В топонимике Петербурга
- берега Фонтанки во второй половине XVIII века связал трёхпролётный с четырьмя каменными башнями Калинкинский или Калинкин, позже — Старо-Калинкин мост по Старо-Петергофскому проспекту.
- Мало-Калинкин мост через канал Грибоедова находится на набережной Фонтанки недалеко от Старо-Калинкинского.
- По Старо-Петергофскому проспекту через Обводный канал переброшен Ново-Калинкинский мост (этот мост именуется ещё и Ново-Калинкиным).
- От улицы Лабутина до набережной Фонтанки в Адмиралтейском районе ведет Калинкин переулок.
- Существовали также Калинкинские магазины, больницы.
- Площадь Репина тоже до 1952 года была Калинкинской.

## История
К Калганицкой волости относилась вся протока Фонтанки и село Спасское (на месте Смольного монастыря). 

## Инфраструктура
Основным занятием жителей было рыболовство.